# Ealing Common (parc)
Ne doit pas être confondu avec Ealing Common (métro de Londres).
Ealing Common est un vaste espace ouvert situé à Ealing, à l'ouest de Londres.